# Hagstaffelweiher
Das Gebiet Hagstaffelweiher ist ein mit Verordnung vom 14. September 1988 ausgewiesenes Naturschutzgebiet (NSG-Nummer 3.165) im baden-württembergischen Landkreis Konstanz in Deutschland.

## Lage
Das rund acht Hektar große Naturschutzgebiet Hagstaffelweiher gehört naturräumlich zum Hegau. Es liegt auf der Gemarkung Dettingen im Gebiet der Stadt Konstanz auf einer durchschnittlichen Höhe von 463 m ü. NHN.

## Schutzzweck
Wesentlicher Schutzzweck ist „die Erhaltung eines verlandenden mesotrophen Sees mit naturnaher, gut zonierter Vegetation bis hin zu den trockenen Hängen der Drumlins als wichtiges Brut-, Rast- und Nahrungsgebiet vieler Vögel, das durch seine Unzugänglichkeit einen unersetzlichen Rückzugsraum für seltene und gefährdete Pflanzen und Tiere bildet.“

## Biotoptypen
Folgende Biotoptypen sind im Hagstaffelweiher bezeichnet:
- 13.81 – Offene Wasserfläche eines naturnahen Weihers
- 13.82 – Verlandungsbereich eines naturnahen Weihers
- 13.91 – Naturferner Bereich eines Sees, Weihers oder Teichs
- 33.41 – Fettwiese mittlerer Standorte
- 33.43 – Magerwiese mittlerer Standorte
- 34.12 – Tauch- oder Schwimmblattvegetation der Stillgewässer
- 34.20 – Vegetation einer kies-, Sand- oder Schlammbank
- 34.51 – Ufer-Schilfröhricht
- 34.53 – Rohrkolben-Röhricht
- 34.54 – Teichbinsen-Röhricht
- 34.58 – Teichschachtelhalm-Röhricht
- 34.60 – Großseggen-Ried
- 34.61 – Steifseggen-Ried
- 35.11 – Nitrophytische Saumvegetation
- 35.32 – Goldruten-Bestand
- 35.44 – Sonstige Hochstaudenflur
- 36.50 – Magerrasen basenreicher Standorte
- 42.20 – Gebüsch mittlerer Standorte
- 42.23 – Schlehen-Liguster-Gebüsch mittlerer Standorte
- 42.31 – Grauweiden- und Ohrweiden-Feuchtgebüsch
- 43.11 – Brombeer-Gestrüpp
- 50.00 – Wälder
- 59.44 – Fichten-Bestand
- 59.50 – Parkwald

## Flora und Fauna
Folgende, seltene und teils vom Aussterben bedrohte Arten (Auswahl) sind im Naturschutzgebiet Hagstaffelweiher beschrieben:

### Flora
| - Binsengewächse - Stumpfblütige Binse (Juncus subnodulosus) - Enziangewächse - Echtes Tausendgüldenkraut (Centaurium erythraea) - Korbblütler - Berg-Aster (Aster amellus) - Laichkrautgewächse - Spiegelndes Laichkraut (Potamogeton lucens) - Lippenblütler - Hain-Salbei (Salvia nemorosa) - Orchideen - Helm-Knabenkraut (Orchis militaris) - Mücken-Händelwurz (Gymnadenia conopsea) | - Rohrkolbengewächse - Schmalblättriger Rohrkolben (Typha angustifolia) - Sauergrasgewächse - Steife Segge (Carex elata) - Schachtelhalmgewächse - Teich-Schachtelhalm (Equisetum fluviatile) - Seerosengewächse - Weiße Seerose (Nymphaea alba) - Weidengewächse - Lavendel-Weide (Salix eleagnos) |

### Fauna
| - Amphibien - Bergmolch (Ichthyosaura alpestris), Erdkröte (Bufo bufo), Europäischer Laubfrosch (Hyla arborea), Grasfrosch (Rana temporaria), Nördlicher Kammmolch (Triturus cristatus) und Teichmolch (Triturus vulgaris) - Insekten - Fledermaus-Azurjungfer (Coenagrion pulchellum) und Vierfleck (Libellula quadrimaculata) | - Vögel - Amsel (Turdus merula), Dorngrasmücke (Sylvia communis), Drosselrohrsänger (Acrocephalus arundinaceus), Fitis (Phylloscopus trochilus), Gartenbaumläufer (Certhia brachydactyla), Grünspecht (Picus viridis), Mehlschwalbe (Delichon urbica), Pirol (Oriolus oriolus), Rauchschwalbe (Hirundo rustica), Singdrossel (Turdus ericetorim), Sperber (Accipiter nisus), Sumpfmeise (Parus palustris), Wacholderdrossel (Turdus pilaris) und Zaunkönig (Troglodytes troglodytes) |

## Zusammenhang mit anderen Schutzgebieten
Mit dem Naturschutzgebiet Hagstaffelweiher sind das Landschaftsschutzgebiet „Bodanrück“ (3.35.009), das Vogelschutzgebiet „Bodanrück“ (8220-402) sowie das FFH-Gebiet „Bodanrück und westl. Bodensee“ (8220-341) als zusammenhängende Schutzgebiete ausgewiesen. (Stand: Juli 2017)